# 桂浜 (小惑星)
桂浜(2961 Katsurahama)は、1982年12月7日に関勉が高知県芸西村で発見した小惑星である。高知市の海岸桂浜にちなんで命名された。